# Elecciones a la Cámara de Diputados de México de 2024
Las elecciones a la Cámara de Diputados de México de 2024 son parte de las elecciones que se celebraron en México el 2 de junio de 2024 en las que se renovaron todos los cargos federales de elección popular: presidencia de la República, senadurías y diputaciones federales; así como diversos cargos de carácter local: gubernaturas, congresos locales y presidencias municipales o alcaldías.
En este proceso se elegirán las 500 diputaciones federales de la cámara baja del Congreso de la Unión, a iniciar su mandato el 1 de agosto de 2024; 
- Elegidos en los 300 distritos federales, por mayoría simple y
- Nombrados por los partidos mediante el principio de representación proporcional a partir de las listas (plurinominales o "pluris") de cada partido, 40 en cada una de las cinco circunscripciones para un total de 200.

Todos los puestos son elegidos para un periodo de tres años con posibilidad de reelección por hasta tres periodos consecutivos adicionales. Ningún partido podrá tener más de 300 diputaciones en la cámara baja. El INE declaró formalmente iniciado el proceso el 7 de septiembre de 2023.
El INE ha implementado iniciativas inéditas, tales como permitir el sufragio a personas en prisión preventiva, habilitar el voto anticipado y expandir el voto de ciudadanos mexicanos residentes en el extranjero a través de tres diferentes modalidades.
|  |  |  |  |  |  |  |  |  |  |  |

## Resultado nacional por partido y coalición
|  | 40.84 % |

|  | 5.47 % |

|  | 8.39 % |

|  | 54.7 % |

|  | 16.89 % |

|  | 11.13 % |

|  | 2.43 % |

|  | 30.45 % |

|  | 10.92 % |

|  | 0.12 % |

## Resultados de la primera circunscripción
(25 697 376 hab. 61 distritos)
- Baja California 9 distritos
- Baja California Sur 2 distritos
- Chihuahua 9 distritos
- Durango 4 distritos
- Jalisco 20 distritos
- Nayarit 3 distritos
- Sinaloa 7 distritos
- Sonora 7 distritos

|  | 0 % |

|  | 0 % |

|  | 0 % |

|  | 0 % |

|  | 0 % |

|  | 0 % |

|  | 0 % |

|  | 0 % |

|  | 0 % |

### Baja California
| Distrito | Nombre                            | Partido |
| -------- | --------------------------------- | ------- |
| 1        | Alma Laura Ruiz López             |         |
| 2        | Nancy Guadalupe Sánchez Arredondo |         |
| 3        | Claudia Moreno Ramírez            |         |
| 4        | Rocío López Gorosave              |         |
| 5        | Evangelina Moreno Guerra          |         |
| 6        | Gilberto Herrera Solórzano        |         |
| 7        | Armando Fernández Samaniego       |         |
| 8        | Fausto Gallardo García            |         |
| 9        | Araceli Brown Figueredo           |         |

### Baja California Sur
| Distrito | Nombre               | Partido |
| -------- | -------------------- | ------- |
| 1        | Manuel Cota Cárdenas |         |
| 2        | Luis Armando Díaz    |         |

### Chihuahua
| Distrito | Nombre                               | Partido |
| -------- | ------------------------------------ | ------- |
| 1        | Daniel Murguía Lardizábal            |         |
| 2        | Maité Vargas Meraz                   |         |
| 3        | Lilia Aguilar Gil                    |         |
| 4        | Alejandro Pérez Cuéllar              |         |
| 5        | Juan Antonio Meléndez Ortega         |         |
| 6        | María Angélica Granados Trespalacios |         |
| 7        | Roberto Corral Ordóñez               |         |
| 8        | Alejandro Domínguez Domínguez        |         |
| 9        | Noel Chávez Velázquez                |         |

### Durango
| Distrito | Nombre                      | Partido |
| -------- | --------------------------- | ------- |
| 1        | Martha Olivia García Vidaña |         |
| 2        | Betzabé Martínez Arango     |         |
| 3        | Gerardo Villarreal Solís    |         |
| 4        | Patricia Jiménez Delgado    |         |

### Jalisco
| Distrito | Nombre                    | Partido | Distrito | Nombre                        | Partido |
| -------- | ------------------------- | ------- | -------- | ----------------------------- | ------- |
| 1        | Javier Guízar Macías      |         | 11       | Merilyn Gómez Pozos           |         |
| 2        | Tecutli Gómez Villalobos  |         | 12       | Sandra Beatriz González Pérez |         |
| 3        | José Mario Íñiguez Franco |         | 13       | José Luis Sánchez González    |         |
| 4        | Raúl Álvarez Villaseñor   |         | 14       | Marcela Michel López          |         |
| 5        | Bruno Blancas Mercado     |         | 15       | Alonso Vázquez Jiménez        |         |
| 6        | Beatriz Carranza Gómez    |         | 16       | Alberto Maldonado Chavarín    |         |
| 7        | Claudia García Hernández  |         | 17       | Antonio Ramírez Ramos         |         |
| 8        | Paola Espinosa            |         | 18       | Haidyd Arreola López          |         |
| 9        | Favio Castellanos Polanco |         | 19       | Clara Cárdenas Galván         |         |
| 10       | Omar Borboa Becerra       |         | 20       | Katia Castillo Lozano         |         |

### Nayarit
| Distrito | Nombre                        | Partido |
| -------- | ----------------------------- | ------- |
| 1        | Any Marilú Porras Baylón      |         |
| 2        | Andrea Navarro Pérez          |         |
| 3        | Jorge Armando Ortíz Rodríguez |         |

### Sinaloa
| Distrito | Nombre                          | Partido |
| -------- | ------------------------------- | ------- |
| 1        | Graciela Domínguez Nava         |         |
| 2        | Ana Elizabeth Ayala Leyva       |         |
| 3        | Jesús Fernando García Hernández |         |
| 4        | Felicita Pompa Robles           |         |
| 5        | Jesús Ibarra Ramos              |         |
| 6        | Olegaria Carrazco Macías        |         |
| 7        | Merary Villegas Sánchez         |         |

### Sonora
| Distrito | Nombre                          | Partido |
| -------- | ------------------------------- | ------- |
| 1        | Manuel Baldenebro Arredondo     |         |
| 2        | Jesús Antonio Pujol Irastorza   |         |
| 3        | Diana Karina Barreras Samaniego |         |
| 4        | Ramón Flores Robles             |         |
| 5        | Jacobo Mendoza Ruiz             |         |
| 6        | Anabel Acosta Islas             |         |
| 7        | Alma Higuera Esquer             |         |

### Diputaciones plurinominales
| #  | Nombre | Partido | #  | Nombre | Partido |
| -- | ------ | ------- | -- | ------ | ------- |
| 1  |        |         | 21 |        |         |
| 2  |        |         | 22 |        |         |
| 3  |        |         | 23 |        |         |
| 4  |        |         | 24 |        |         |
| 5  |        |         | 25 |        |         |
| 6  |        |         | 26 |        |         |
| 7  |        |         | 27 |        |         |
| 8  |        |         | 28 |        |         |
| 9  |        |         | 29 |        |         |
| 10 |        |         | 30 |        |         |
| 11 |        |         | 31 |        |         |
| 12 |        |         | 32 |        |         |
| 13 |        |         | 33 |        |         |
| 14 |        |         | 34 |        |         |
| 15 |        |         | 35 |        |         |
| 16 |        |         | 36 |        |         |
| 17 |        |         | 37 |        |         |
| 18 |        |         | 38 |        |         |
| 19 |        |         | 39 |        |         |
| 20 |        |         | 40 |        |         |

## Resultados de la segunda circunscripción
(24 495 882 hab. 59 distritos)
- Aguascalientes 3 distritos
- Coahuila 8 distritos
- Guanajuato 15 distritos
- Nuevo León 14 distritos
- San Luis Potosí 7 distritos
- Tamaulipas 9 distritos
- Zacatecas 4 distritos

|  | 0 % |

|  | 0 % |

|  | 0 % |

|  | 0 % |

|  | 0 % |

|  | 0 % |

|  | 0 % |

|  | 0 % |

|  | 0 % |

### Aguascalientes
| Distrito | Cabecera       | Diputado propietario         | Diputado suplente                | Partido | Partido | Coalición | Coalición |
| -------- | -------------- | ---------------------------- | -------------------------------- | ------- | ------- | --------- | --------- |
| 1        | Jesús María    | Humberto Ambriz Delgadillo   | Juan Manuel Méndez Noriega       |         | PRI     |           | FCM       |
| 2        | Aguascalientes | Mónica Becerra Moreno        | María Elena Pérez-Jaén Zermeño   |         | PAN     |           | FCM       |
| 3        | Aguascalientes | Paulo Gonzalo Martínez López | Francisco Emmanuel Muñoz Sánchez |         | PAN     | —         | —         |

### Coahuila
| Distrito | Cabecera       | Diputado propietario              | Diputado suplente                    | Partido | Partido | Coalición | Coalición |
| -------- | -------------- | --------------------------------- | ------------------------------------ | ------- | ------- | --------- | --------- |
| 1        | Piedras Negras | Brígido Ramiro Moreno Hernández   | Lorenzo Menera Sierra                |         | Morena  |           | SHH       |
| 2        | San Pedro      | Francisco Javier Borrego Adame    | Silverio Alejandro Hernández Machado |         | Morena  |           | SHH       |
| 3        | Monclova       | Theodoros Kalionchiz de la Fuente | Arnulfo Ignacio Guajardo Flores      |         | PAN     |           | FCM       |
| 4        | Saltillo       | Jericó Abramo Masso               | Edgar Levit Palomeque Romero         |         | PRI     |           | FCM       |
| 5        | Torreón        | José Guillermo Anaya Llamas       | Roberto Carlos López García          |         | PAN     |           | FCM       |
| 6        | Torreón        | Cintia Cuévas Sánchez             | Patricia Isaura Contreras González   |         | Morena  |           | SHH       |
| 7        | Saltillo       | Antonio Lorenzo Castro Villarreal | Alaide Estefanía Yáñez Aguilar       |         | Morena  |           | SHH       |
| 8        | Ramos Arizpe   | Hilda Magdalena Licerio Valdés    | Diana Patricia Mendoza Tamez         |         | Morena  |           | SHH       |

### Guanajuato
| Distrito | Cabecera                 | Diputado propietario                | Diputado suplente               | Partido | Partido | Coalición | Coalición |
| -------- | ------------------------ | ----------------------------------- | ------------------------------- | ------- | ------- | --------- | --------- |
| 1        | San Luis de la Paz       | Luis Gerardo Sánchez Sánchez        | Monserrat Banda Arteaga         |         | PRI     |           | FCM       |
| 2        | San Miguel de Allende    | Alma Rosa de la Vega Vargas         | Paola Pamela Laguna Pérez       |         | Morena  |           | SHH       |
| 3        | León                     | Fernando Torres Graciano            | Brain Maurilio Hernández García |         | PAN     |           | FCM       |
| 4        | Guanajuato               | Francisco Javier Estrada Domínguez  | Jesús Martín Moreno Martínez    |         | Morena  |           | SHH       |
| 5        | León                     | Éctor Jaime Ramírez Barba           | Gabriel Villagrana García       |         | PAN     |           | FCM       |
| 6        | León                     | Laura Cristina Márquez Alcala       | María Abigail Ortiz Hernández   |         | PAN     | —         | —         |
| 7        | San Francisco del Rincón | Diana Estefanía Gutiérrez Valtierra | Selene Anahí Ruíz Ortega        |         | PAN     |           | FCM       |
| 8        | Salamanca                | Ernesto Alejandro Prieto Gallardo   | Jesús Serrano Cantador          |         | Morena  |           | SHH       |
| 9        | Irapuato                 | Diego Ángel Rodríguez Barroso       | José Ricardo Ortiz Gutiérrez    |         | PAN     |           | FCM       |
| 10       | Uriangato                | Alejandro Calderón Díaz             | Jaime Aarón Guzmán Pantoja      |         | Morena  |           | SHH       |
| 11       | León                     | Miguel Ángel Salim Alle             | Juan Antonio Guzmán Acosta      |         | PAN     | —         | —         |
| 12       | Celaya                   | María Magdalena Rosales Cruz        | Ymelda Lara Trejo               |         | Morena  |           | SHH       |
| 13       | Valle de Santiago        | Lucero Higareda Segura              | Ivonne Nayeli Cabrera Ramírez   |         | Morena  |           | SHH       |
| 14       | Acámbaro                 | Juana Acosta Trujillo               | Miriam Fabiola Marmolejo López  |         | Morena  |           | SHH       |
| 15       | Irapuato                 | José Javier Aguirre Gallardo        | Roberto Vidal Romero            |         | Morena  |           | SHH       |

### Nuevo León
| Distrito | Cabecera                 | Diputado propietario          | Diputado suplente                    | Partido | Partido | Coalición | Coalición |
| -------- | ------------------------ | ----------------------------- | ------------------------------------ | ------- | ------- | --------- | --------- |
| 1        | Santa Catarina           | Homero Niño de Rivera Vela    | Brenda Tafich Lankenau               |         | PAN     |           | FCM       |
| 2        | Apodaca                  | Andrés Cantú Ramírez          | Rogelio Peña Salinas                 |         | PRI     |           | FCM       |
| 3        | General Escobedo         | Clara Luz Flores Carrales     | Sandra Patricia Palacios Medina      |         | Morena  |           | SHH       |
| 4        | San Nicolás de los Garza | Lilia Olivares Castañeda      | Elisa Paola Zamora Ramírez           |         | PAN     |           | FCM       |
| 5        | Monterrey                | Santiago González Soto        | José Santos Hernández Ortiz          |         | PT      |           | SHH       |
| 6        | Monterrey                | Annia Sarahí Gómez Cárdenas   | María Magdalena García Fraga         |         | PAN     |           | FCM       |
| 7        | Fracc. Valle de Lincoln  | Carlos Alberto Guevara Garza  | Carlos Alberto Hinojosa Ibarra       |         | Morena  |           | SHH       |
| 8        | Guadalupe                | Adriana Quiroz Gallegos       | Karla María González Martínez        |         | Morena  |           | SHH       |
| 9        | Linares                  | Juan Francisco Espinosa Eguía | José Miguel Medellín Amaya           |         | PRI     |           | FCM       |
| 10       | Monterrey                | Ana Isabel González González  | Karla Cecilia Navarro Bahena         |         | PRI     |           | FCM       |
| 11       | Guadalupe                | Pedro Garza Treviño           | Samantha Margarita Garza de la Garza |         | PAN     |           | FCM       |
| 12       | Juárez                   | Héctor de la Garza Villarreal | José Adalberto Vega Regalado         |         | PVEM    |           | SHH       |
| 13       | Salinas Victoria         | Luis Orlando Quiroga Treviño  | Raúl Alejandro Zúñiga Dávila         |         | Morena  |           | SHH       |
| 14       | Pesquería                | José Glora López              | Elva Lely Rodríguez Garza            |         | Morena  |           | SHH       |

### San Luis Potosí
| Distrito | Cabecera                    | Diputado propietario              | Diputado suplente                   | Partido | Partido | Coalición | Coalición |
| -------- | --------------------------- | --------------------------------- | ----------------------------------- | ------- | ------- | --------- | --------- |
| 1        | Matehuala                   | Aremy Velazco Bautista            | Maricela Oliva Espinoza             |         | Morena  |           | SHH       |
| 2        | Soledad de Graciano Sánchez | José Luis Fernández Martínez      | Raúl Iván López Guzmán              |         | PVEM    |           | SHH       |
| 3        | Rioverde                    | Óscar Bautista Villegas           | Rodrigo Alfredo Castillo Verástegui |         | PVEM    |           | SHH       |
| 4        | Ciudad Valles               | Francisco Adrián Castillo Morales | Arturo Alonso García                |         | Morena  |           | SHH       |
| 5        | San Luis Potosí             | David Azuara Zúñiga               | Rafael Armando López Puente         |         | PAN     |           | FCM       |
| 6        | San Luis Potosí             | Juan Carlos Valladares Eichelmann | René Contreras Flores               |         | PVEM    |           | SHH       |
| 7        | Tamazunchale                | Briceyda García Antonio           | Iris Yahel Hernández Ramírez        |         | Morena  |           | SHH       |

### Tamaulipas
| Distrito | Cabecera          | Diputado propietario                   | Diputado suplente                | Partido | Partido | Coalición | Coalición |
| -------- | ----------------- | -------------------------------------- | -------------------------------- | ------- | ------- | --------- | --------- |
| 1        | Nuevo Laredo      | Carlos Enrique Canturosas Villarreal   | Jaime Mendoza Vega               |         | PVEM    |           | SHH       |
| 2        | Reynosa           | Claudia Alejandra Hernández Sáenz      | Diva Zuleica González Tijerina   |         | Morena  |           | SHH       |
| 3        | Río Bravo         | Casandra Prisilla de los Santos Flores | Edith Hernández Villanueva       |         | PVEM    |           | SHH       |
| 4        | Heroica Matamoros | Mario Alberto López Hernández          | Genoveva Hi González             |         | PVEM    |           | SHH       |
| 5        | Ciudad Victoria   | José Braña Mojica                      | Reyna San Juana Guerrero Vázquez |         | PVEM    |           | SHH       |
| 6        | Ciudad Mante      | Blanca Araceli Narro Panameño          | María Fernanda Rincón Proctor    |         | Morena  |           | SHH       |
| 7        | Reynosa           | Olga Juliana Elizondo Guerra           | Alicia Isabel Pizaña Navarro     |         | PT      |           | SHH       |
| 8        | Tampico           | Jesús Antonio Nader Nasrallah          | Guillermo Treviño Martínez       |         | PAN     |           | FCM       |

### Zacatecas
| Distrito | Cabecera                | Diputado propietario        | Diputado suplente              | Partido | Partido | Coalición | Coalición |
| -------- | ----------------------- | --------------------------- | ------------------------------ | ------- | ------- | --------- | --------- |
| 1        | Fresnillo               | María Soledad Luévano Cantú | Argelia Jetzirah Aragón Galván |         | Morena  |           | SHH       |
| 2        | Jerez de García Salinas | Julia Arcelia Olguín Serna  | Edna Berenice López Hernández  |         | Morena  |           | SHH       |
| 3        | Zacatecas               | Ulises Mejía Haro           | Antonio Mejía Haro             |         | Morena  |           | SHH       |
| 4        | Guadalupe               | Ana Luisa del Muro García   | Cristina Fabela Enríquez       |         | PT      |           | SHH       |

### Diputaciones plurinominales
| #  | Nombre | Partido | #  | Nombre | Partido |
| -- | ------ | ------- | -- | ------ | ------- |
| 1  |        |         | 21 |        |         |
| 2  |        |         | 22 |        |         |
| 3  |        |         | 23 |        |         |
| 4  |        |         | 24 |        |         |
| 5  |        |         | 25 |        |         |
| 6  |        |         | 26 |        |         |
| 7  |        |         | 27 |        |         |
| 8  |        |         | 28 |        |         |
| 9  |        |         | 29 |        |         |
| 10 |        |         | 30 |        |         |
| 11 |        |         | 31 |        |         |
| 12 |        |         | 32 |        |         |
| 13 |        |         | 33 |        |         |
| 14 |        |         | 34 |        |         |
| 15 |        |         | 35 |        |         |
| 16 |        |         | 36 |        |         |
| 17 |        |         | 37 |        |         |
| 18 |        |         | 38 |        |         |
| 19 |        |         | 39 |        |         |
| 20 |        |         | 40 |        |         |

## Resultados de la tercera circunscripción
(25 248 399 hab. 60 distritos)
- Campeche 2 distritos
- Chiapas 13 distritos
- Oaxaca 10 distritos
- Quintana Roo 4 distritos
- Tabasco 6 distritos
- Veracruz 19 distritos
- Yucatán 6 distritos

|  | 0 % |

|  | 0 % |

|  | 0 % |

|  | 0 % |

|  | 0 % |

|  | 0 % |

|  | 0 % |

|  | 0 % |

|  | 0 % |

### Campeche
| Distrito | Diputado               | Partido | Distrito | Diputado                | Partido |
| -------- | ---------------------- | ------- | -------- | ----------------------- | ------- |
| 1        | Elda Castillo Quintana |         | 2        | Gabriela Basto González |         |

### Chiapas
| Distrito | Diputado                            | Partido |  |
| -------- | ----------------------------------- | ------- |  |
| 1        | Carlos Morelos Rodríguez            |         |  |
| 2        | Karina del Río Zenteno              |         |  |
| 3        | Alfredo Vázquez Vázquez             |         |  |
| 4        | Joaquín Zebadúa Alva                |         |  |
| 5        | Emilio Ramón Ramírez Guzmán         |         |  |
| 6        | Flor Esponda Torres                 |         |  |
| 7        | Azucena Arreola Trinidad            |         |  |
| 8        | Roberto Albores Gleason             |         |  |
| 9        | Guillermo Santiago Rodríguez        |         |  |
| 10       | Deliamaría González Flandez         |         |  |
| 11       | Rosario del Carmen Moreno Villatoro |         |  |
| 12       | Rosa Irene Urbina Castañeda         |         |  |
| 13       | Jorge Villatoro Osorio              |         |  |

### Oaxaca
| Distrito | Diputado                     | Partido |
| -------- | ---------------------------- | ------- |
| 1        | Miriam Vázquez Ruiz          |         |
| 2        | Irma Juan Carlos             |         |
| 3        | Margarita García García      |         |
| 4        | Naty Jiménez Vásquez         |         |
| 5        | Carol Antonio Altamirano     |         |
| 6        | José Alejandro López Sánchez |         |
| 7        | Gloria Sánchez López         |         |
| 8        | Raúl Bolaños Cacho Cué       |         |
| 9        | Carmen Bautista Peláez       |         |
| 10       | Carmelo Cruz Mendoza         |         |

### Quintana Roo
| Distrito | Nombre                       | Partido |
| -------- | ---------------------------- | ------- |
| 1        | Juan Luis Carrillo Soberanis |         |
| 2        | Elda María Xix Euán          |         |
| 3        | Luis Humberto Aldana Navarro |         |
| 4        | Mildred Ávila Vera           |         |

### Tabasco[4]
| Distrito | Nombre                            | Partido |  |
| -------- | --------------------------------- | ------- |  |
| 1        | Julio Ernesto Gutiérrez Bocanegra |         |  |
| 2        | Iván Peña Vidal                   |         |  |
| 3        | Rosa Margarita Graniel Zenteno    |         |  |
| 4        | Jaime Humberto Lastra Bastar      |         |  |
| 5        | Beatriz Millánd Pérez             |         |  |
| 6        | Tey Mollinedo Cano                |         |  |

### Veracruz[5]
| Distrito | Nombre                             | Partido |  |
| -------- | ---------------------------------- | ------- |  |
| 1        | María del Carmen Pinete Vargas     |         |  |
| 2        | Elizabeth Cervantes de la Cruz     |         |  |
| 3        | Magaly Armenta Oliveros            |         |  |
| 4        | María Josefina Gamboa Torales      |         |  |
| 5        | Francisco Javier Velázquez Vallejo |         |  |
| 6        | Jaime Humberto Pérez Bernabé       |         |  |
| 7        | Mónica Herrera Villavicencio       |         |  |
| 8        | Jorge Alberto Mier Acolt           |         |  |
| 9        | Adrían González Naveda             |         |  |
| 10       | Ana Miriam Ferraez Centeno         |         |  |
| 11       | Roberto Ramos Alor                 |         |  |
| 12       | Rosa Hernández Espejo              |         |  |
| 13       | Blanca Estela Hernández Rodríguez  |         |  |
| 14       | Jessica Ramírez Cisneros           |         |  |
| 15       | Corina Villegas Guarneros          |         |  |
| 16       | Zenyazen Escobar García            |         |  |
| 17       | Margarita Corro Mendoza            |         |  |
| 18       | Benito Aguas Atlahua               |         |  |
| 19       | Paola Tenorio Adame                |         |  |

### Yucatán
| Distrito | Nombre                   | Partido |
| -------- | ------------------------ | ------- |
| 1        | Rocío Natali Barrera Puc |         |
| 2        | Jorge Luis Sánchez Reyes |         |
| 3        | Óscar Brito Zapata       |         |
| 4        | Isabel Rodríguez Heredia |         |
| 5        | Jazmín Villanueva Moo    |         |
| 6        | Jessica Saiden Quiroz    |         |

### Diputaciones plurinominales
| #  | Nombre | Partido | #  | Nombre | Partido |
| -- | ------ | ------- | -- | ------ | ------- |
| 1  |        |         | 21 |        |         |
| 2  |        |         | 22 |        |         |
| 3  |        |         | 23 |        |         |
| 4  |        |         | 24 |        |         |
| 5  |        |         | 25 |        |         |
| 6  |        |         | 26 |        |         |
| 7  |        |         | 27 |        |         |
| 8  |        |         | 28 |        |         |
| 9  |        |         | 29 |        |         |
| 10 |        |         | 30 |        |         |
| 11 |        |         | 31 |        |         |
| 12 |        |         | 32 |        |         |
| 13 |        |         | 33 |        |         |
| 14 |        |         | 34 |        |         |
| 15 |        |         | 35 |        |         |
| 16 |        |         | 36 |        |         |
| 17 |        |         | 37 |        |         |
| 18 |        |         | 38 |        |         |
| 19 |        |         | 39 |        |         |
| 20 |        |         | 40 |        |         |

## Resultados de la cuarta circunscripción
(25 731 245 hab. 61 distritos)
- Ciudad de México 22 distritos
- Guerrero 9 distritos
- Hidalgo 7 distritos
- Morelos 5 distritos
- Puebla 16 distritos
- Tlaxcala 3 distritos

|  | 0 % |

|  | 0 % |

|  | 0 % |

|  | 0 % |

|  | 0 % |

|  | 0 % |

|  | 0 % |

|  | 0 % |

|  | 0 % |

### Ciudad de México
| Distrito | Nombre                    | Partido | Distrito | Nombre                              | Partido |  |
| -------- | ------------------------- | ------- | -------- | ----------------------------------- | ------- |  |
| 1        | César Cravioto Romero     |         | 12       | Mónica Elizabeth Sandoval Hernández |         |  |
| 2        | José Benavides Castañeda  |         | 13       | Francisco Javier Sánchez Cervantes  |         |  |
| 3        | Gabriela Jiménez Godoy    |         | 14       | Carlos Hernández Mirón              |         |  |
| 4        | Dolores Padierna Luna     |         | 15       | Federico Döring Casar               |         |  |
| 5        | Carlos Ulloa Pérez        |         | 16       | Carina Piceno Navarro               |         |  |
| 6        | Daniel Campos Plancarte   |         | 17       | Carlos Arturo Madrazo Silva         |         |  |
| 7        | Guillermo Rendón Gómez    |         | 18       | Gabriel García Hernández            |         |  |
| 8        | Ana María Lomeli Robles   |         | 19       | Héctor Saúl Téllez Hernández        |         |  |
| 9        | Rigoberto Salgado Vázquez |         | 20       | Ana Karina Rojo Pimentel            |         |  |
| 10       | Margarita Zavala          |         | 21       | José Carlos Acosta Ruiz             |         |  |
| 11       | Elena Segura Trejo        |         | 22       | Marisela Zúñiga Cerón               |         |  |

### Guerrero
| Distrito | Nombre                               | Partido |
| -------- | ------------------------------------ | ------- |
| 1        | Celeste Mora Eguiluz                 |         |
| 2        | Yoloczin Domínguez Serna             |         |
| 3        | Ma. del Carmen Cabrera Lagunas       |         |
| 4        | Javier Taja Ramírez                  |         |
| 5        | Gerardo Olivares Mejía               |         |
| 6        | Carmen Nava García                   |         |
| 7        | Carlos Sánchez Barrios               |         |
| 8        | Marco Antonio de la Mora Torreblanca |         |

### Hidalgo
| Distrito | Nombre                  | Partido |  |
| -------- | ----------------------- | ------- |  |
| 1        | Daniel Andrade Zurutuza |         |  |
| 2        | Yamile Salomón Durán    |         |  |
| 3        | Tatiana Ángeles Moreno  |         |  |
| 4        | Alma de la Vega Sánchez |         |  |
| 5        | Viridiana Cornejo Gómez |         |  |
| 6        | Ricardo Crespo Arroyo   |         |  |
| 7        | Mirna Rubio Sánchez     |         |  |

### Morelos
| Distrito | Nombre                       | Partido |
| -------- | ---------------------------- | ------- |
| 1        | Sandra Anaya Villegas        |         |
| 2        | Ariadna Barrera Vázquez      |         |
| 3        | Cindy Winkler Trujillo       |         |
| 4        | Juan Ángel Flores Bustamante |         |
| 5        | Agustín Alonso Gutiérrez     |         |

### Puebla
| Distrito        | Nombre                     | Partido | Distrito    | Nombre                   | Partido |
| --------------- | -------------------------- | ------- | ----------- | ------------------------ | ------- |
| 1 Huauchinango  | Karina Pérez Popoca        |         | 9 Puebla    | Antonio Gali López       |         |
| 2 Zacatlán      | Fatima Cruz                | Morena  | 10 Cholula  | Karina Pérez Popoca      | Morena  |
| 3 Teziutlán     | Marilyn Ballesteros        | Morena  | 11 Puebla   | Antonio López            | Morena  |
| 4 Libres        | Juan González              | Morena  | 12 Puebla   | Nora Merino              | Morena  |
| 5 Texmelucan    | Vianey Garcia              | Morena  | 13 Atlixco  | Mario Carrillo           | Morena  |
| 6 Puebla        | Alejandro Carvajal Hidalgo | Morena  | 14 Izúcar   | Eduardo Castillo         | Morena  |
| 7 Tepeaca       | Claudia Rivera Vivanco     | Morena  | 15 Tehuacán | Rosario Orozco Caballero | Morena  |
| 8 Chalchicomula | Ignacio Mier               | Morena  | 16 Ajalpan  | Adolfo Cantú             | Morena  |

### Tlaxcala
| Distrito | Nombre                    | Partido |
| -------- | ------------------------- | ------- |
| 1        | Alejandro Aguilar López   |         |
| 2        | Raymundo Vázquez Conchas  |         |
| 3        | Irma Yordana Garay Loredo |         |

### Diputaciones plurinominales
| #  | Nombre | Partido | #  | Nombre | Partido |
| -- | ------ | ------- | -- | ------ | ------- |
| 1  |        |         | 21 |        |         |
| 2  |        |         | 22 |        |         |
| 3  |        |         | 23 |        |         |
| 4  |        |         | 24 |        |         |
| 5  |        |         | 25 |        |         |
| 6  |        |         | 26 |        |         |
| 7  |        |         | 27 |        |         |
| 8  |        |         | 28 |        |         |
| 9  |        |         | 29 |        |         |
| 10 |        |         | 30 |        |         |
| 11 |        |         | 31 |        |         |
| 12 |        |         | 32 |        |         |
| 13 |        |         | 33 |        |         |
| 14 |        |         | 34 |        |         |
| 15 |        |         | 35 |        |         |
| 16 |        |         | 36 |        |         |
| 17 |        |         | 37 |        |         |
| 18 |        |         | 38 |        |         |
| 19 |        |         | 39 |        |         |
| 20 |        |         | 40 |        |         |

## Resultados de la quinta circunscripción
- 24,841,122 hab.
- 59 distritos en 4 estados:
  -  Colima 2 distritos
  -  Estado de México 40 distritos
  -  Michoacán 12 distritos
  -  Querétaro 6 distritos

|  | 0 % |

|  | 0 % |

|  | 0 % |

|  | 0 % |

|  | 0 % |

|  | 0 % |

|  | 0 % |

|  | 0 % |

|  | 0 % |

| <div style="background-color:#FF8C00; width: Expresión errónea: operador / inesperadopx; height: 12px;"> | % |

### Colima
| Distrito | Nombre                | Partido | Distrito | Nombre                       | Partido |
| -------- | --------------------- | ------- | -------- | ---------------------------- | ------- |
| 1        | Leoncio Morán Sánchez |         | 2        | Gricelda Valencia de la Mora |         |

### Estado de México
| Distrito | Nombre                            | Partido |
| -------- | --------------------------------- | ------- |
| 1        | María Luisa Mendoza Mondragón     |         |
| 2        | Dionicia Vázquez García           |         |
| 3        | Diana Castillo Gabino             |         |
| 4        | Melva Carrasco Godínez            |         |
| 5        | Patricia Galindo Alarcón          |         |
| 6        | Julieta Villapando Riquelme       |         |
| 7        | Xóchitl Zagal Ramírez             |         |
| 8        | Anay Beltrán Reyes                |         |
| 9        | Iván Marín Rangel                 |         |
| 10       | Fernando Vilchis Contreras        |         |
| 11       | Xóchitl Arzola Vargas             |         |
| 12       | Armando Corona Arvizu             |         |
| 13       | Alma Monserrat Córdoba Navarrete  |         |
| 14       | Claudia Leticia Garcías Alcantára |         |
| 15       | Josefina Anaya Martínez           |         |
| 16       | Emilio Manzanilla Téllez          |         |
| 17       | Juan Hugo de la Rosa García       |         |
| 18       | Claudia Sánchez Juárez            |         |
| 19       | Gabriela Valdepeñas González      |         |
| 20       | Montserrat Ruiz Páez              |         |

| Distrito | Nombre                            | Partido | Distrito | Nombre                         | Partido |
| -------- | --------------------------------- | ------- | -------- | ------------------------------ | ------- |
| 21       | Iván Millán Contreras             |         | 31       | Juan Ángel Bautista Bravo      |         |
| 22       | Martha Moya Bastón                |         | 32       | Luis Enrique Martínez Ventura  |         |
| 23       | Luis Alberto Carballo Gutiérrez   |         | 33       | Anaís Miriam Burgos Hernández  |         |
| 24       | José Luis Durán Reveles           |         | 34       | Mónica Angélica Álvarez Nemer  |         |
| 25       | Leide Avilés Domínguez            |         | 35       | Arturo Roberto Hernández Tapia |         |
| 26       | Luis Miranda Barrera              |         | 36       | Juan Carlos Varela Domínguez   |         |
| 27       | Wblester Santiago Pineda          |         | 37       | Pedro Zenteno Santaella        |         |
| 28       | Roberto Ángel Domínguez Rodríguez |         | 38       | Jesús Martín Cuanalo Araujo    |         |
| 29       | Gerardo Ulloa Pérez               |         | 39       | José Luis Montalvo Luna        |         |
| 30       | César Agustín Hernández Pérez     |         | 40       | Azucena Huerta Romero          |         |

### Michoacán
| Distrito | Nombre                            | Partido | Distrito | Nombre                    | Partido |
| -------- | --------------------------------- | ------- | -------- | ------------------------- | ------- |
| 1        | Leonel Godoy Rangel               |         | 7        | Marcela Velázquez Vázquez |         |
| 2        | José Luis Cruz Lucatero           |         | 8        | Ernesto Núñez Aguilar     |         |
| 3        | Mary Carmen Bernal Martínez       |         | 9        | Guadalupe Mendoza Arias   |         |
| 4        | Rosa Guadalupe Ortega Tiburcio    |         | 10       | David Cortés Mendoza      |         |
| 5        | Delhi Miroslava Shember Domínguez |         | 11       | Vanessa López Carrillo    |         |
| 6        | José Luis Téllez Marín            |         |          |                           |         |

### Querétaro
| Distrito | Nombre                          | Partido |
| -------- | ------------------------------- | ------- |
| 1        | Gilberto Herrera Ruiz           |         |
| 2        | Ricardo Astudillo Suárez        |         |
| 3        | Lorena García Jimeno Alcocer    |         |
| 4        | Roberto Sosa Pichardo           |         |
| 5        | Mario Calzada Mercado           |         |
| 6        | Luis Humberto Fernández Fuentes |         |

### Diputaciones plurinominales
| #  | Nombre | Partido | #  | Nombre | Partido |
| -- | ------ | ------- | -- | ------ | ------- |
| 1  |        |         | 21 |        |         |
| 2  |        |         | 22 |        |         |
| 3  |        |         | 23 |        |         |
| 4  |        |         | 24 |        |         |
| 5  |        |         | 25 |        |         |
| 6  |        |         | 26 |        |         |
| 7  |        |         | 27 |        |         |
| 8  |        |         | 28 |        |         |
| 9  |        |         | 29 |        |         |
| 10 |        |         | 30 |        |         |
| 11 |        |         | 31 |        |         |
| 12 |        |         | 32 |        |         |
| 13 |        |         | 33 |        |         |
| 14 |        |         | 34 |        |         |
| 15 |        |         | 35 |        |         |
| 16 |        |         | 36 |        |         |
| 17 |        |         | 37 |        |         |
| 18 |        |         | 38 |        |         |
| 19 |        |         | 39 |        |         |
| 20 |        |         | 40 |        |         |